# Конвой SO-806 (вересень 1943)
Конвой SO-806 (вересень 1943 року) — японський конвой часів Другої світової війни, проведення якого відбувалось у вересні 1943 року.
Конвой сформували у важливому японському транспортному хабі японців Палау (на заході Каролінських островів), а місцем призначення був Рабаул — головна передова база в архіпелазі Бісмарка, з якої провадились операції на Соломонових островах та сході Нової Гвінеї.
До конвою SO-806 увійшли транспорти "Кьоєй-Мару", «Юрі-Мару», «Пасифік-Мару», «Такаока-Мару», «Тамасіма-Мару» та «Ямаюрі-Мару». Ескорт забезпечували мисливці за підводними човнами CH-17 та CH-39.
Уранці 18 вересня 1943 року судна вийшли з Палау. У цей період на додачу до підводних човнів на комунікаціях архіпелагу Бісмарка почала діяти авіація союзників. Утім, конвой SO-806 зміг безперешкодно пройти своїм маршрутом і вранці 25 вересня 1943 року прибув до Рабаула.
Можна відзначити, що в жовтні 1943 року між Палау та Рабаулом пройде ще один конвой з таким саме номером SO-806.